# 石廊崎

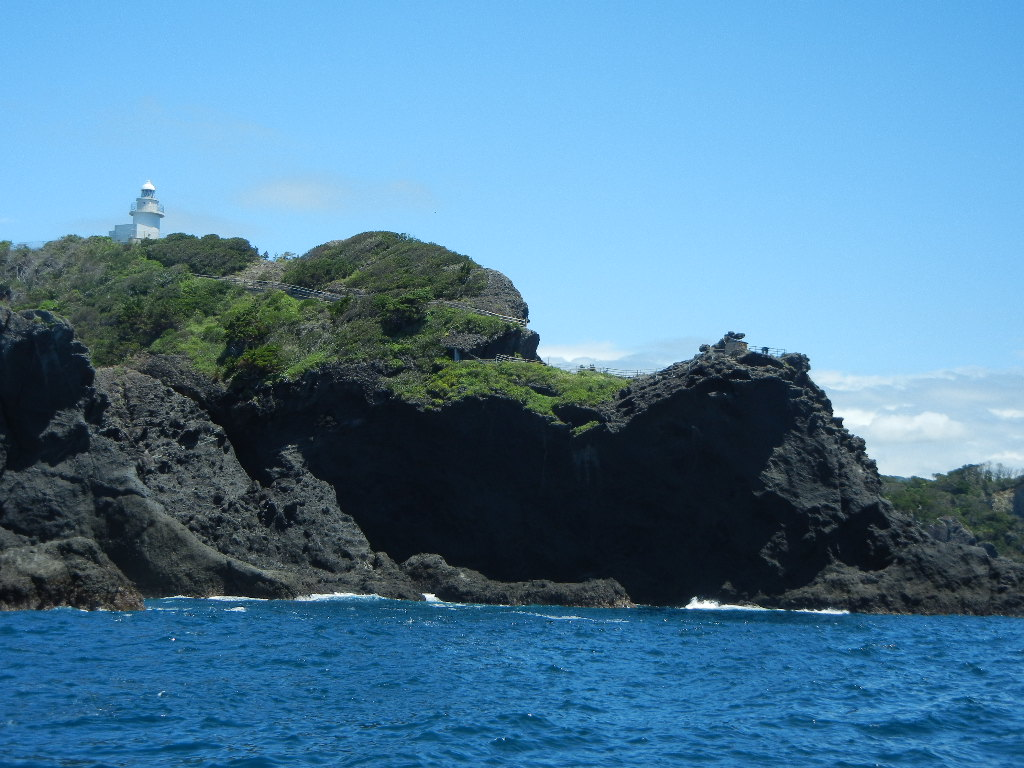
石廊崎的石廊埼燈塔

石廊崎（日语：いろうざき）是位於日本靜岡縣伊豆半島最南端賀茂郡南伊豆町的一個海岬，也是一個旅遊景點。該地地處太平洋和菲律賓海的分界點，海岬先端有石廊埼燈塔、石室神社。

## 外部連結
- 石廊崎 （页面存档备份，存于） - 南伊豆町
- 石廊崎・石室神社 （页面存档备份，存于） - 伊豆半島ジオパーク

34°36′4.23″N 138°50′34.89″E / 34.6011750°N 138.8430250°E